# (1480) Aunus
(1480) Aunus est un astéroïde de la ceinture principale.

## Description
(1480) Aunus est un astéroïde de la ceinture principale. Il fut découvert le 18 février 1938 à Turku par Yrjö Väisälä. Il présente une orbite caractérisée par un demi-grand axe de 2,20 UA, une excentricité de 0,11 et une inclinaison de 4,9° par rapport à l'écliptique.

## Compléments